# Міхай Дінуку
Міхай Дінуку (рум. Mihai Dinucu, 19 листопада 1938, с. Шіпешть, повіт Мегединець, Румунія) — румунський дипломат. Надзвичайний і Повноважний Посол Румунії в Україні.

## Біографія
Народився 19 листопада 1938 в с. Шіпешть, Повіт Мегединець, Румунія. 
У 1966 закінчив Бухарестський університет іноземних мов, філософський факультет.
З 1966 по 1967 — референт-помічник МЗС Румунії.
З 1967 по 1972 — аташе, 3-й секретар посольства Румунії в Чехословаччині.
З 1972 по 1977 — 2-й секретар МЗС Румунії.
З 1977 по 1984 — 1-й секретар, радник посольства Румунії в Югославії.
З 1984 по 1990 — 2-й секретар МЗС Румунії.
З 1990 по 1991 — радник посольства Румунії в Чехії.
З 1991 по 1993 — генеральний консул у Братиславі (Словаччина).
З 1993 по 1997 — Надзвичайний і Повноважний Посол Румунії в Братиславі (Словаччина).
З 1997 по 1998 — радник-посланець МЗС Румунії.
У 1998 — начальник управління МЗС Румунії.
З 1998 по 1999 — Надзвичайний і Повноважний Посол Румунії в Києві (Україна).